# アキバ!AKIBA☆あきば
『アキバ!AKIBA☆あきば♥』は、TOKYO MXで2006年4月5日から同年9月27日まで放送されていた情報番組。
番組タイトルにあるように、秋葉原及びアニメやゲームなどのアキバ系・オタク系に関する情報を伝えている。

## 主なコーナー
- AKIBA HEADLINE NEWS（秋葉原やアニメ・ゲーム等の最新情報）
- お帰りなさいませゲスト様（ゲストコーナー）
- メイド!!コスプレ!?喫茶探訪（コスプレ系飲食店紹介）
- 潜入!アキバ的イベント（コスプレイベントなどの各種イベントレポート）
- めざせ!公認コスプレイヤー!（メーカー公認コスプレイヤー育成企画）
- AKIBA RANKING（番組スポンサーのとらのあなでの漫画・CD・DVD等のセールスランキング、秋葉原にまつわるなんでもランキング）
- インフォメーション（番組からの各種情報）
- アダムのリンゴ

## 出演者
- アメリカザリガニ
- 島涼香
- レポーター
  - 香津絵
  - さかい江美